# Кварельський муніципалітет
Кварельський муніципалітет (груз. ყვარლის მუნიციპალიტეტი) — адміністративна одиниця мгаре Кахетія, Грузія. Адміністративний центр — місто Кварелі.

## Населення
Станом на 1 січня 2014 чисельність населення муніципалітету склала 29 827 мешканців.
| Грузини | Аварці | Осетини | Удіни  | Вірмени |
| 93,84%  | 3,26 % | 1,21 %  | 0,55 % | 0,47%   |